# René Morel (militaire)
Pour les articles homonymes, voir René Morel et Morel.
René Morel, né le 6 décembre 1908 à Granges-sur-Vologne et mort dans la même ville le 8 mai 1974, est un militaire français, compagnon de la Libération. Officier d'infanterie, il décide, pendant la Seconde Guerre mondiale, de rejoindre les forces françaises libres. Au sein de la 13e demi-brigade de Légion étrangère, il combat en Norvège, au Moyen-Orient, en Afrique, en Italie et en France. Il participe ensuite aux conflits en Indochine et en Algérie puis occupe d'importants postes de commandement et d'état-major tout le reste de sa carrière qu'il termine au grade de général de division.

## Biographie

### Jeunesse et engagement
René Morel naît le 6 décembre 1908 à Granges-sur-Vologne, d'un père directeur commercial dans une filature. Au cours de son service militaire, il est admis au cours des élèves-officiers de réserve en mai 1930 et est promu sous-lieutenant en octobre. Il décide alors de s'engager et sert au 32e régiment d'infanterie puis au 35e régiment d'infanterie. En février 1939, il est muté au 1er régiment étranger à Alger.

### Seconde Guerre mondiale
En mai 1940, affecté à la 13e DBLA (Demi Brigade Légère de Montagne), René Morel fait partie du corps expéditionnaire français en Scandinavie et participe à la campagne de Norvège. Il se distingue particulièrement lors de la bataille de Narvik à l'issue de laquelle il reçoit une citation à l'ordre du corps d'armée. De retour de Norvège en juin et ne pouvant regagner la France, le corps expéditionnaire est stationné en Angleterre lorsqu'il prend connaissance de l'appel du 18 juin. Comme la plupart de ses camarades, René Morel décide alors de s'engager dans les forces françaises libres et de constituer la 13e DBLE (demi-brigade de Légion étrangère). Il est promu capitaine et prend part à l'expédition de Dakar en septembre 1940. À la tête d'une compagnie de la 13e DBLE, subordonnée à la brigade française d'Orient, il est ensuite engagé dans la campagne d'Érythrée. Le 15 mars 1941, lors de la bataille de Keren, il est blessé par balle mais reste à la tête de son unité jusqu'au bout du combat. Il est ensuite évacué vers le Soudan pour y être soigné dans un hôpital britannique avant de rejoindre l'hôpital français du Caire.
Une fois guéri, René Morel retrouve la 13e DBLE à Qastina, en Palestine, puis participe à la campagne de Syrie. En 1942, lors de la guerre du désert, il s'illustre pendant la bataille de Bir Hakeim où il est blessé cinq fois après avoir infligé de lourdes pertes aux troupes italiennes. En octobre suivant, lors des combats de l'Himeimat, il est à nouveau blessé. Il prend ensuite part à la campagne de Tunisie à l'issue de laquelle, en juin 1943, il est promu chef de bataillon et prend le commandement du 2e bataillon de la 13e DBLE. Engagé dans la campagne d'Italie en 1944, il organise la défense du Monte Leucio lorsqu'il est à nouveau blessé le 23 mai. Refusant d'être évacué avant d'avoir terminé sa mission, il est finalement dirigé vers l'arrière mais décide ensuite de retrouver ses hommes alors qu'il n'est pas encore guéri. Il les mène alors au combat lors de la prise de Radicofani du 19 au 21 juin. Débarqué en Provence en août 1944, René Morel devient adjoint du commandant de la 13e DBLE en octobre. Le mois suivant, il est détaché au cabinet militaire du ministre de la guerre.

### Après-guerre
Toujours en poste au ministère de la guerre, René Morel est promu lieutenant-colonel en juin 1946. En avril 1949, il part pour l'Indochine où il retrouve la 13e DBLE dont il prend le commandement. Durant la guerre d'Indochine, il se distingue lors de difficiles combats dans la plaine des joncs et dans le secteur d' An Thon Tay. Promu colonel en janvier 1951 et regagnant la France en avril suivant, il est muté à l'état-major du commandement suprême des forces alliées en Europe. Il est envoyé en Algérie en 1957 pour être l'adjoint du commandant de la 9e division d'infanterie. Nommé général de brigade en 1960, il devient inspecteur de la Légion étrangère. En 1961, fidèle au général de Gaulle, il refuse de participer au putsch des généraux et subit deux attentats,. Puis de 1962 à 1964, il sert en Allemagne comme adjoint au commandant de la 3e division d'infanterie. Commandant de la subdivision des Alpes-Maritimes de 1964 à 1966, il est promu général de division et prend le commandement de la 64e division militaire de Dijon de 1966 jusqu'à sa retraite en 1968.
René Morel meurt le 8 mai 1974 dans son village natal. Figure de la Légion étrangère, il est inhumé au carré militaire de la Légion du cimetière de Puyloubier, dans les Bouches-du-Rhône, en compagnie des généraux Paul-Frédéric Rollet et Jean Olié, du prince Aage de Danemark, des colonels Jeanpierre et Morin, du caporal-chef Siegfried Freytag et de l'adjudant-chef Struzyna[réf. nécessaire].

## Décorations
|  |  |  |  |  |  |
|  |  |  |  |  |  |
|  |  |  |  |  |  |
|  |  |  |  |  |  |
|  |  |  |  |  |  |
|  |  |  |  |  |  |
|  |  |  |  |  |  |

| Grand officier de la Légion d'honneur                                                 | Grand officier de la Légion d'honneur                                                 | Compagnon de la Libération                           | Compagnon de la Libération                           | Grand-croix de l'Ordre national du Mérite         | Grand-croix de l'Ordre national du Mérite         |
| Croix de guerre 1939-1945                                                             | Croix de guerre 1939-1945                                                             | Croix de guerre des Théâtres d'opérations extérieurs | Croix de guerre des Théâtres d'opérations extérieurs | Croix de la Valeur militaire                      | Croix de la Valeur militaire                      |
| Médaille des blessés de guerre                                                        | Médaille des blessés de guerre                                                        | Médaille de la Résistance française                  | Médaille de la Résistance française                  | Croix du combattant volontaire de la Résistance   | Croix du combattant volontaire de la Résistance   |
| Médaille coloniale Avec agrafes "AFL", "Érythrée", "Libye", "Bir Hakeim" et "Tunisie" | Médaille coloniale Avec agrafes "AFL", "Érythrée", "Libye", "Bir Hakeim" et "Tunisie" | Médaille commémorative de Syrie-Cilicie              | Médaille commémorative de Syrie-Cilicie              | Médaille commémorative de la campagne d'Indochine | Médaille commémorative de la campagne d'Indochine |
| Distinguished Service Order (Royaume-Uni)                                             | Distinguished Service Order (Royaume-Uni)                                             | Military Cross (Royaume-Uni)                         | Military Cross (Royaume-Uni)                         | Officier de l'Ordre de la Couronne (Belgique)     | Officier de l'Ordre de la Couronne (Belgique)     |
| Croix de guerre 1940-1945 Avec une palme (Belgique)                                   | Croix de guerre 1940-1945 Avec une palme (Belgique)                                   | Commandeur de l'Ordre de Saint-Olaf (Norvège)        | Commandeur de l'Ordre de Saint-Olaf (Norvège)        | Croix de guerre Avec épée (Norvège)               | Croix de guerre Avec épée (Norvège)               |
| Commandeur de l'Ordre du Nichan Iftikhar (Tunisie)                                    | Commandeur de l'Ordre du Nichan Iftikhar (Tunisie)                                    | Commandeur de l'Ordre du Nichan Iftikhar (Tunisie)   | Commandeur de l'Ordre de l'Étoile noire (Bénin)      | Commandeur de l'Ordre de l'Étoile noire (Bénin)   | Commandeur de l'Ordre de l'Étoile noire (Bénin)   |

## Hommages
- La 3e promotion de l'école militaire des aspirants de Coëtquidan (2022) a été baptisée en son honneur[6].